# Plastische tekens in steen
Plastische tekens in steen is een kunstwerk in Amsterdam Nieuw-West.

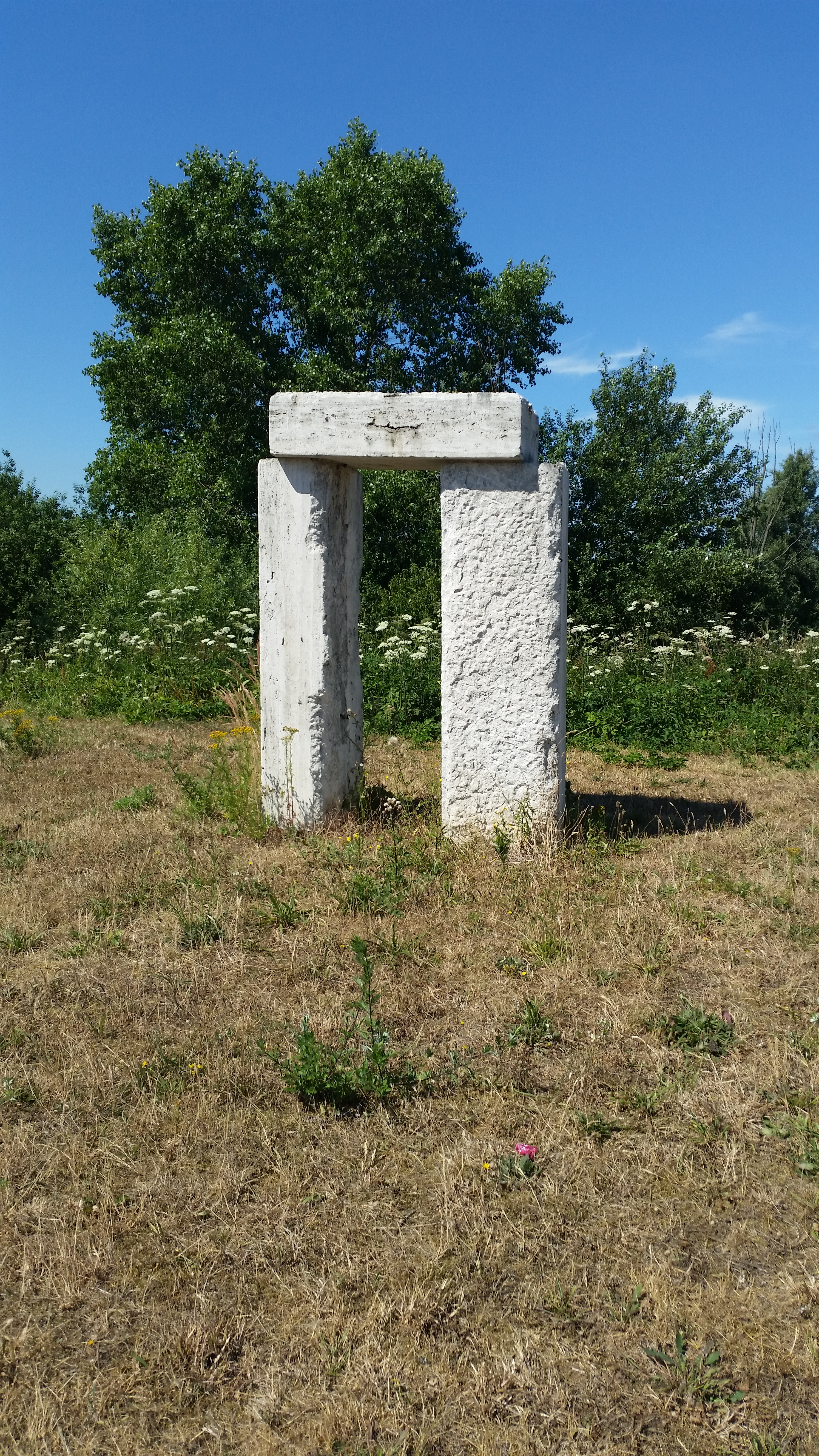
Een van de stellages (juli 2018)

Het kunstwerk is ontworpen door Ben Guntenaar en bestaat uit eenentwintig gerangschikte en bewerkte stenen, die veelal in groepjes van drie staan. Door de combinatie van liggende en staande stenen kreeg het in de volksmond de naam Stonehenge mee, maar dan wel in het klein. De groep stenen werd in april 1969 op het toen nieuwe Confuciusplein geplaatst onder de werktitel Pylonen. Guntenaar gaf destijds in De Waarheid van 4 april 1969 toelichting: "Het plaatsen van beelden en plastieken in de nieuwe stadsdelen is helpen de ruimte bewoonbaar te maken, zodat je je er in thuis voelt. Al die dingen die misschien niet in eerste instantie nodig zijn (parken, maar ook beeldhouwwerk) moeten er op een gegeven moment toch komen, anders krijg je een woestijn, cultuurloos en onleefbaar." Bij een herinrichting van dat plein rond 2007 werd de beeldengroep verplaatst naar de Australiëhavenweg, net ten noorden van de kruising van die weg met de Haarlemmerweg. Ze staat daarbij op een steile heuvel, de restanten van een afgegraven talud van een rond 2000 afgebroken viaduct. Aan de overzijde van de weg staat de keienstellage Aarde van Herbert Nouwens.